# Zhanggutai
Zhanggutai (kinesiska: 章古台, 章古台苏木) är en socken i Kina. Den ligger i den autonoma regionen Inre Mongoliet, i den norra delen av landet, omkring 800 kilometer öster om regionhuvudstaden Hohhot.
Genomsnittlig årsnederbörd är 662 millimeter. Den regnigaste månaden är juli, med i genomsnitt 179 mm nederbörd, och den torraste är januari, med 2 mm nederbörd.